# Roscoat
Le Roscoat est un fleuve côtier du Trégor en Bretagne, qui, à l'instar du Yar, vient se jeter dans la Lieue de Grève (br), où il sépare les communes de Tréduder et Saint-Michel-en-Grève. Long de 13.2 kilomètres, il prend sa source sur la commune de Saint Carré (22).

## Pêche
Le Roscoat est une très bonne rivière à truite, mais aussi à truite de mer. Formée principalement de courant, la rivière recèle de petits poissons, les plus grosses prises se font plus rares. On y pêche également l'anguille et le saumon.

## Mort d'un cheval
En 2009, un cheval trouve la mort à l'embouchure de ce ruisseau à la suite d'une chute. Les marées vertes sont mises en cause et François Fillon, premier ministre, se déplace en compagnie de trois autre membres du gouvernement. Toutefois, en 2012, la justice estimera que le lien entre la mort de ce cheval et la toxicité des algues vertes n'est pas prouvé.